# Cozy Air
 (juin 2021).
Cozy Air est une société française basée à Lille, dans les Hauts-de-France, et fondée en 2017 par Lamia Mialet et Charles Cornille.
Elle propose sur le marché tertiaire un service pour améliorer la qualité de l’air intérieur.

## Historique
C’est en février 2017, après 2 ans au sein de l’incubateur Cré’innov, que la SAS Cozy Air est officiellement créée. L’identité de l’entreprise est définie en juin 2017. En décembre 2017, Cozy Air voit naître son premier capteur d’air connecté opérationnel[source secondaire souhaitée],.
En 2018, l’entreprise apparaît dans le numéro de Challenges dédié aux 100 startups dans lesquelles il faut investir[source insuffisante]. Cozy Air remporte également le prix de l’innovation catégorie Smart Home à la Foire de Paris, remis par Allianz. La société se voit alors médiatisée au niveau national[source secondaire souhaitée].
En juin 2019, Lamia Mialet figure parmi les 100 leaders économiques de demain dans le classement Choiseul des Hauts de France.
En septembre 2019, Cozy Air remporte le prix spécial du jury lors de l’Université d’été « Smart Buildings for Smart Cities »[pertinence contestée].
La société Cozy Air est sélectionnée en novembre 2019 pour intégrer l’accélérateur du CSTB, le CSTB LAB, afin d’enrichir le traitement de ses données sur le sujet de la qualité de l’air et d’accompagner les collectivités pour comprendre et agir sur la qualité de l’air intérieur[source insuffisante].
Pour finir cette année, l’entreprise réalise en décembre 2019 une levée de fonds de 850 000 € afin de poursuivre sa croissance[pertinence contestée]. L’équipe s’agrandit alors, passant de 2 à 8 salariés, lui permettant ainsi de développer les pôles informatique et data, design et expérience utilisateur ainsi que marketing et communication[pertinence contestée].
En 2020, la compagnie continue de grandir, poussée notamment par l’intérêt des entreprises à limiter la propagation des virus, en particulier la Covid-19,.
En 2022, Cozy Air effectue une levée de fonds de 1,5 million d'euros, Avenir Télécom et le holding Queyras rentrent ainsi dans le capital de la société. Elle travaille avec 200 clients dont de grands comptes comme Vinci Énergies, Spie Facilities, Dalkia, Groupe Atlantic ou Sony Music Entertainment.

## Prix et récompenses
- 2016 : Trophée des objets connectés - Prix de la maîtrise de l'énergie et de l'environnement[13].
- 2016 : Prix du Rotary au concours Bravo Les Jeunes[14].
- 2016 : I-LAB - Prix Pépite[15].
- 2017 : Hodefi - Lauréat.
- 2018 : Grand prix de l’innovation - Lauréat du prix Allianz[4]
- 2018 : Willa - Lauréat WOChange[16].
- 2018 : Trophée de l’économie responsable - Catégorie Espoirs de la RSE[17].
- 2019 : Lauréat du Réseau Entreprendre Nord[18].
- 2019 : SB4SC - Prix spécial du jury[7].
- 2020 : Lauréat du Lab’Aireka[19].